# Вјачеслав Тихонов
Вјачеслав Тихонов (рус. Вячеслав Васильевич Тихонов; Павловски Посад, 8. фебруар 1928 — Москва, 4. децембар 2009) је био руски позоришни и филмски глумац. Његову каријеру су обележиле улоге совјетских шпијуна и руских принчева. Тихонов је популарност изван Русије стекао улогом руског принца у филму "Рат и мир" Сергеја Бондарчука.
Добитник је бројних совјетских награда међу којима је медаља КГБ-а. Имао је запажену улогу у ТВ серији "17 тренутака пролећа". Његова последња улога је филму "Варљиво Сунце 2".
Вјачеслав Тихонов умро је 4. децембра 2009. у 82. години од срчаног удара у једној болници у Москви.